# 東勝区
東勝区（とうしょう-く）は、中華人民共和国内モンゴル自治区オルドス市に位置する市轄区。
オルドス市の中心にあたり、以前は東勝市であった。3鎮と12街道弁事処を統括する。大陸性モンスーン気候に属し、交通は便利であり、農産は青果、野菜、食用油など生活用品の提供地である。

## 行政区画
- ジュール・ゴドムジ（街道）
  - ジャム・ハリルチャー・ジュール・ゴドムジ（交通街道）
  - チチルリグン・ジュール・ゴドムジ（公園街道）
  - 林蔭街道
  - ブテーン・バエゴーラルト・ジュール・ゴドムジ（建設街道）
  - 富興街道
  - 天驕街道
  - ウフルン・ジュール・ゴドムジ（訶額倫街道）
  - バインムンフ・ジュール・ゴドムジ（巴音門克街道）
  - 幸福街道
  - 紡織街道
  - 興勝街道
  - ウンドゥストゥン・ジュール・ゴドムジ（民族街道）
- バルガス（鎮）
  - バルジン・ナーゴイ・バルガス（泊爾江海子鎮）
  - ハンタイ・バルガス（罕台鎮）
  - 銅川鎮